# Ludwig Mies van der Rohe
Ludwig Mies van der Rohe, fullständigt namn Maria Ludwig Michael Mies van der Rohe, född 27 mars 1886 i Aachen i Nordrhein-Westfalen, död 17 augusti 1969 i Chicago i USA, var en tysk arkitekt och arkitekturteoretiker.

## Biografi
Mies arbetade inledningsvis i sina föräldrars stenhuggeriföretag. Han var verksam som arkitekt först hos Bruno Paul och därefter hos Peter Behrens (1908–1912). Påverkan från Behrens drev Mies mot avancerade konstruktioner kombinerade med preussisk klassicism. Samtidigt tog han starkt intryck från rysk konstruktivism och De Stijl men också från Schinkel. Han var drivande i grundandet av arkitekturföreningen Der Ring.
Under 1920- och 1930-talen utvecklade Mies en omfattande arkitekturteori samt påverkade starkt sin samtid genom positioner vid Bauhaus och som konstnärlig ledare vid Werkbund-projektet Weissenhof. Under den berömda parollen Less is more förespråkade Mies en enkel, välproportionerad arkitektur som tydligt och övertygande redovisade material och konstruktion.
I augusti 1934 publicerades ett upprop formulerat av Joseph Goebbels i NSDAP:s partiorgan Völkischer Beobachter. I korthet handlade detta om att offentligt visa Führern sin trohet. Det var undertecknat av namnkunniga författare, bildkonstnärer, konsthistoriker, arkitekter, skådespelare, musiker och tonsättare. Bland dem fanns Ludwig Mies van der Rohe. 1937 tvingades han dock lämna Preußische Akademie der Künste där han suttit sedan 1931. Han tog avstånd från en konst som hade politiska syften.

## Pionjär för funktionalismen
Tillsammans med Walter Gropius, Le Corbusier och andra pionjärer för funktionalismen uppförde Mies på 1920-talet bostadsområden med flerfamiljshus och villor som hade variabla planlösningar. Samtidigt skapade han sobert eleganta inredningar med några av de tidigaste och mest berömda stålrörsmöblerna. 
Med den tyska paviljongen till världsutställningen i Barcelona 1929, en låg, raffinerad byggnad med sparsam luxuös inredning, väckte han internationell uppmärksamhet. I USA fullföljde han funktionalismens idéer, bl. a. i höghus med glasfasader och klart synlig konstruktion, såsom det delvis av honom ledda Illinois Institute of Technology i Chicago. 

## Galleri

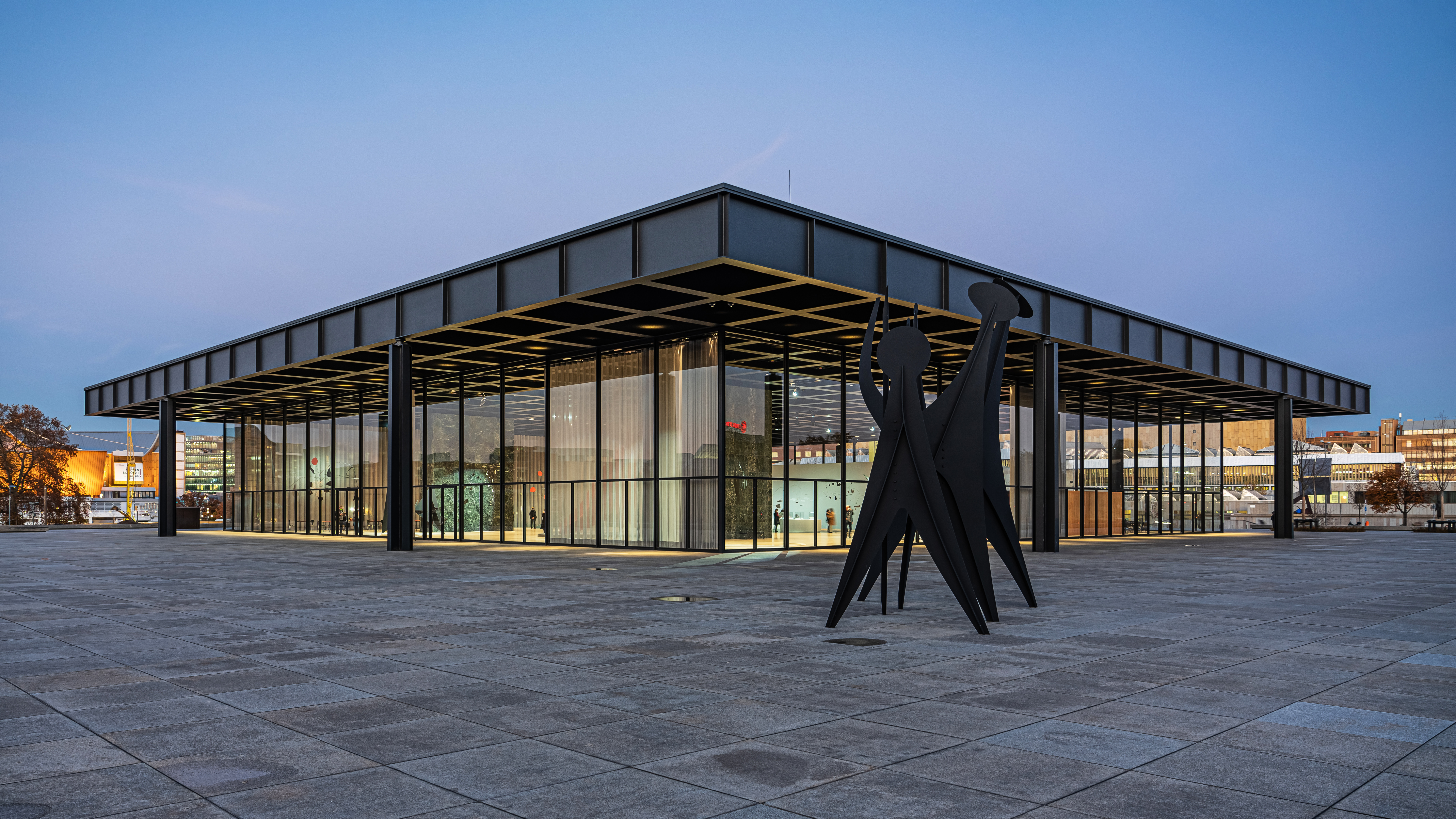
Neue Nationalgalerie i Berlin blev ett av få projekt i Tyskland efter andra världskriget för Mies van der Rohe.
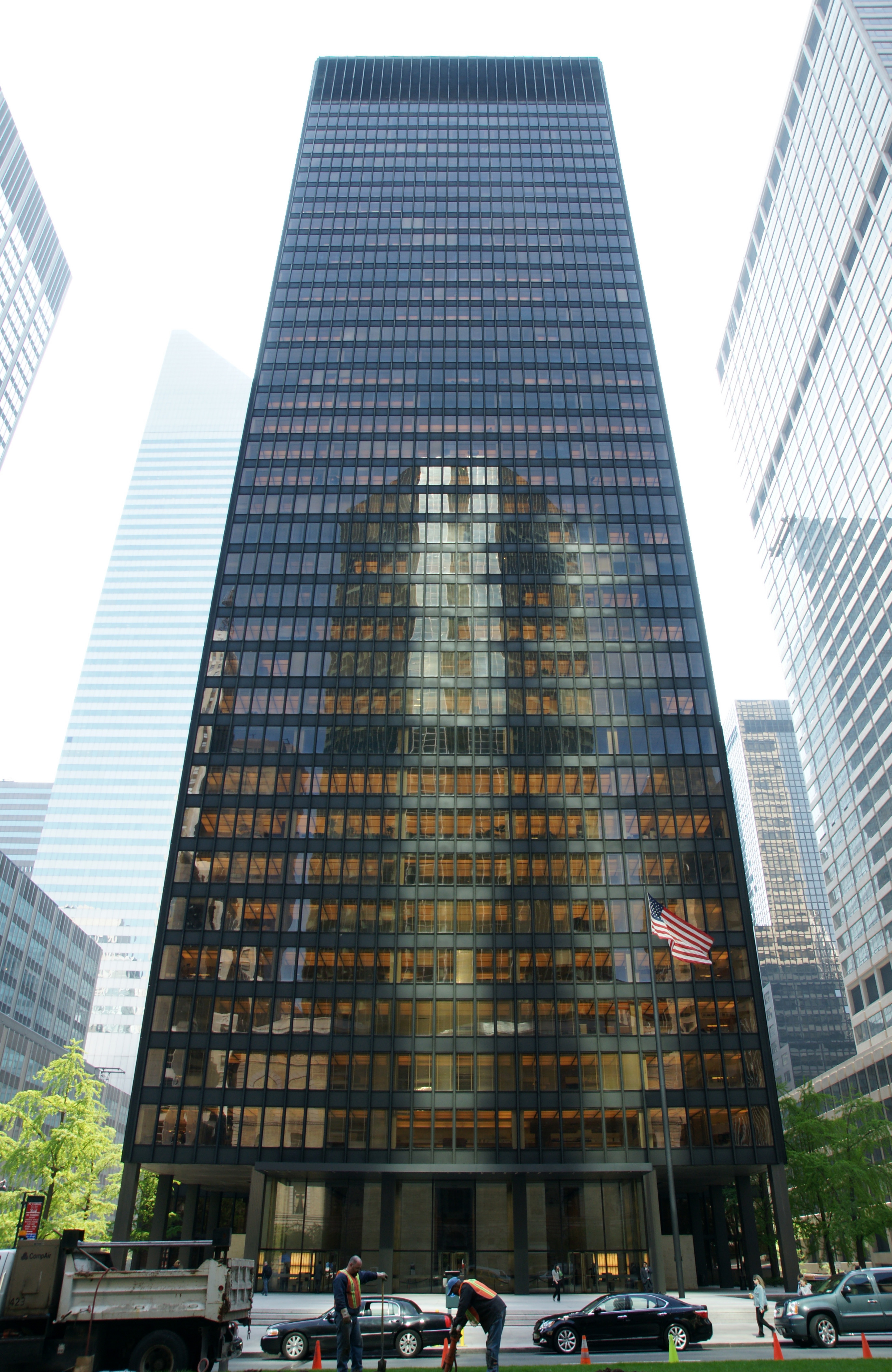
Seagram building, NYC
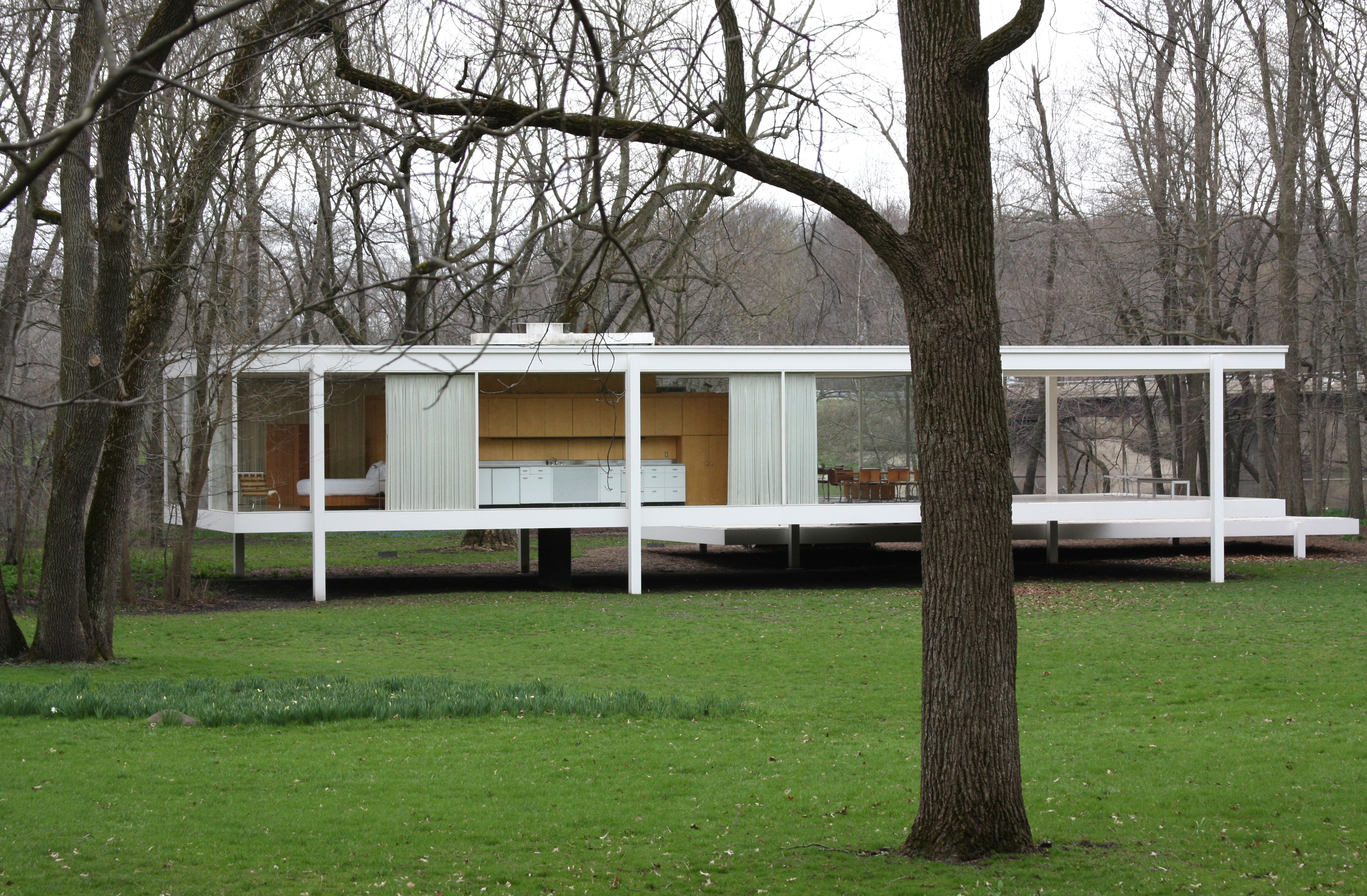
Farnsworth House
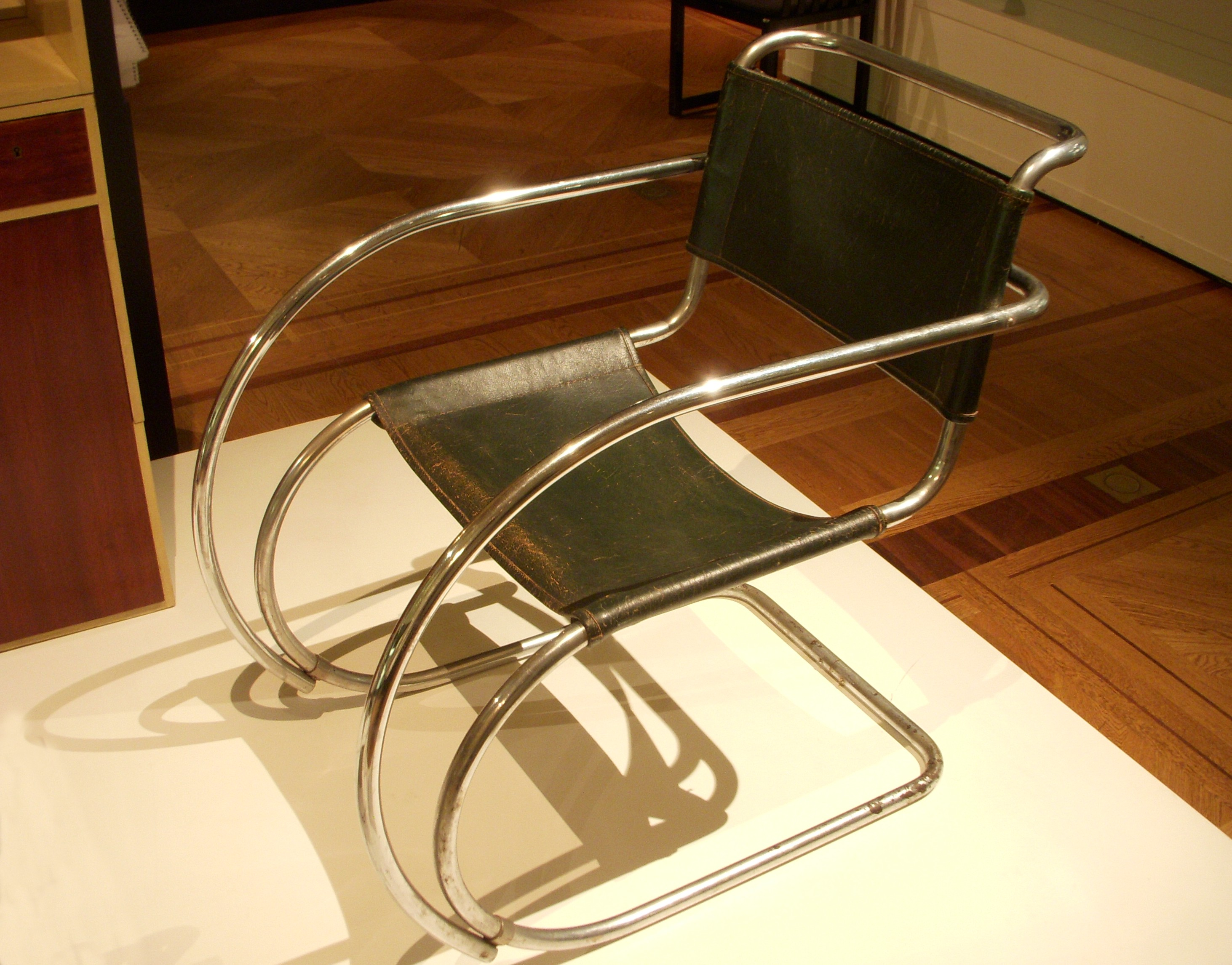
Karmstol Model MR20, designad 1927

## Projekt
- Illinois Center, Chicago, Illinois, USA, 1970.
- Lake Point Tower, Chicago, Illinois, USA, 1968.
- IBM Plaza, Chicago, Illinois, USA, 1967-1970.
- Westmont Square, Montreal, Kanada, 1965-1968.
- Neue Nationalgalerie, Berlin, Tyskland, 1965-1968.
- Chicago Federal Center (U.S. Court House & Office), Chicago, Illinois, USA, 1964-1973.
- One Charles Center, Baltimore, Maryland, USA, 1960-1963.
- Georg-Schäfer Museum, Schweinfurt, Tyskland, 1960.
- I.I.T. Gas Station, Chicago, Illinois, USA, 1960.
- Krupp-Verwaltungsgebäude 'Auf dem Hügel', Essen, Tyskland, 1960-1963.
- Colonnade and Pavilion Apartments, Newark, USA, 1958-1960.
- Bacardi Office Building, Mexico City, Mexiko, 1958-1961.
- Bacardi Office Building, Santiago de Cuba, Kuba, 1957.
- Lafayette Park, Detroit, Michigan, USA, 1955-1963.
- Seagram Building, New York, 1954-1958.
- Esplanade Appartement Buildings No. 900 and 910, Chicago, Illinois, USA, 1953-1956.
- Convention Hall, Chicago, Illinois, USA, 1953-1954.
- Nationaltheater Mannheim, Mannheim, Tyskland, 1953.
- Crown Hall, IIT, Chicago, Illinois, USA, 1950-1956.
- Caine Building, (?), 1950.
- 50 by 50 House, (?), 1950-1951.
- IIT Chapel, Chicago, Illinois, USA, 1949-1952.
- Lake Shore Drive Appartement Buildings No. 860, 880, Chicago, Illinois, USA, 1948-1951.
- Promontery Appartements, Chicago, Illinois, USA, 1946-1949.
- Edith Farnsworth House, Plano, Illinois, USA, 1946-1951.
- Alumni Memorial Hall (IIT), Chicago, Illinois, USA, 1945-1946.
- Minerals and Metals research Building, IIT, Chicago, Illinois, USA, 1942-1943.
- I.I.T. Student Union, Chicago, Illinois, USA, 1940.
- Illinois Institute of Technology IIT, Chicago, Illinois, USA, 1939-1954.
- Verwaltungsgebäude der Verseidag, Krefeld, Tyskland, 1937-1938.
- Resor house, Jackson Hole, Wyoming, USA, 1937-1941.
- Haus Ulrich Lange, Krefeld, Tyskland, 1935.
- Hofhaus-Studien, (?), 1934-1938.
- Haus Hubbe, Magdeburg, Tyskland, 1934-1935.
- Deutscher Pavillon, Bryssel, Belgien, 1934.
- Studier till enfamiljshus i bergslandskap, Tyrolen, Österrike, 1934.
- Reichsbank, Berlin, Tyskland, 1933.
- Haus Gericke, Berlin, Tyskland, 1932.
- Musterhaus und Wohnung für einen Junggesellen, Berlin, Tyskland, 1931.
- Landhaus Lemke (Mies van der Rohe Haus), Berlin, Tyskland, 1930-1933.
- Kriegerdenkmal der Neuen Wache, Berlin, Tyskland, 1930.
- Golfklub, Krefeld, Tyskland, 1930.
- Haus Nolde, Berlin, Tyskland, 1929.
- Bürogebäude an der Friedrichstraße, Berlin, Tyskland, 1929.
- Neugestaltung des Alexanderplatz, Berlin, Tyskland, 1929.
- Barcelonapaviljongen, Barcelona, Spanien, 1929-1930.
- Villa Tugendhat, Brno, Tjeckien, 1928-1930.
- Kaufhaus Adam, Berlin, Tyskland, 1928-1929.
- Kontor- och bankbyggnad, Stuttgart, Tyskland, 1928.
- Haus Lange, Krefeld, Tyskland, 1928.
- Haus Esters, Krefeld, Tyskland, 1928.
- Wohnzeile in der Weißenhofsiedlung (flerbostadshus), Stuttgart, Tyskland, 1927.
- Haus Wolf, Guben, Tyskland, 1926.
- Minnesmärke över Karl Liebknecht och Rosa Luxemburg, Berlin, Tyskland, 1926.
- Werkbundsutställningen Weißenhof (Weißenhofsiedlung), Stuttgart, Tyskland, 1926-1927.
- Haus Eliat, Potsdam, Tyskland, 1925.
- Haus Dexel, Jena, Tyskland, 1925.
- Haus Wolf, Gubin, Polen, 1925-1927.
- Bostadsshus vid Afrikanischen Straße, Berlin, Tyskland, 1925-1927.
- Bostadshus, Neubabelsberg, Tyskland, 1924-1926.
- Enfamiljshus, Potsdam, Tyskland, 1924.
- Turnhallenanbau für das Privat-Lyzeum von Frau Dr. Butte, Potsdam, Tyskland, 1924.
- Enfamiljshus i betong, 1923.
- Kontorsbyggnad i betong, 1923.
- Projekt för ett höghus i glas, Berlin, Tyskland, 1921.
- Haus Eichstädt, Berlin, Tyskland, 1921-1923.
- Haus Urbig, Potsdam, Tyskland, 1915-1917.
- Haus des Architekten, Werder an der Havel, Tyskland, 1914.
- Haus Kröller-Müller, Wassenaar, Nederländerna, 1912-1913.
- Haus Werner, Berlin, Tyskland, 1912-1913.
- Haus Perls (Galerie Fuchs), Berlin, Tyskland, 1911-1912.
- Monument över Bismarck, Bingen am Rhein, Tyskland, 1910.
- Haus Riehl, Potsdam, Tyskland, 1906-1907.
- Dominion Center (Tvillingtorn), Toronto, Kanada, (?).
- Trinkhalle (kiosk), Dessau, Tyskland, (?).